# Anarchias
Anarchias is een geslacht van straalvinnige vissen uit de familie van de Muraenidae (Murenen).

## Soorten
- Anarchias allardicei Jordan & Starks, 1906
- Anarchias cantonensis (Schultz, 1943)
- Anarchias euryurus (Lea, 1913)
- Anarchias exulatus Reece, Smith & Holm, 2010
- Anarchias galapagensis (Seale, 1940)
- Anarchias leucurus (Snyder, 1904)
- Anarchias longicaudis (Peters, 1877)
- Anarchias schultzi Reece, Smith & Holm, 2010
- Anarchias seychellensis Smith, 1962
- Anarchias similis (Lea, 1913)
- Anarchias supremus McCosker & Stewart, 2006